# 抬杠
抬杠指采用不切实际的论据材料和论证方法以论证、争辩一个问题。抬杠本意是用杠搬运棺材，但现在已基本不用。争辩双方其初衷可能是辩论，或者用在相声、小品中为了获得一种幽默的效果，但现实中也可能争辩双方引发不欢而散的后果，喜欢抬杠的人称为杠頭或杠精，杠頭与杠精这两个词语词语带有贬义。

## 例子
- 郭德纲在相声中常引用“抬杠比打幡挣钱”，捧哏者本意是用“抬杠”的引申义，而郭故意曲解成“抬杠”原意，这本身就属于一种抬杠。
- 相声《蛤蟆鼓》，双方你有前言我有去语，整个过程均采用了抬杠的方法来引出错误的结论，达到幽默的效果。
- 影视剧《我爱我家》中，和平假死，志新解释说嫂子是真死了，后来就着热乎气就活了！派出所小许说：“那火葬场烟囱不比你家热火气多呀？也没看哪个活过来！”同样在影视剧《我爱我家》中，和平感叹自己年老色衰，脸上褶子多了，黑眼圈也严重了。志国抬杠说“那动物园的河马不比你褶子多呀？人家说啥了！那大熊猫眼圈不比你黑呀？人家也没埋怨哪！”